# Banca Popolare di Novara
La Banca Popolare di Novara (BPN) è stata un istituto di credito italiano.
Il 1º giugno 2002 si fonde con la Banca Popolare di Verona - Banco S. Geminiano e S. Prospero, creando il Banco Popolare di Verona e Novara. Contestualmente alla nascita del nuovo gruppo viene ricostituita la "Banca Popolare di Novara S.p.A.".
Il 1º luglio 2007 il Banco Popolare di Verona e Novara si fonde con la Banca Popolare Italiana, dando vita al Banco Popolare.
Dal 27 dicembre 2011 Banca Popolare di Novara, dopo la fusione della S.p.A. nella capogruppo, oltre che un marchio del gruppo Banco Popolare che contraddistingue le sue filiali poste nel nord-ovest, nel Lazio, nel sud (escluso l'Abruzzo) ed in Sardegna, ne è anche una sua Divisione con sede a Novara, che comprende le due Direzioni territoriali: Banca Popolare di Novara e Centro-Sud - cui fa capo l'area "Banco Popolare Siciliano" in Sicilia.

## Storia

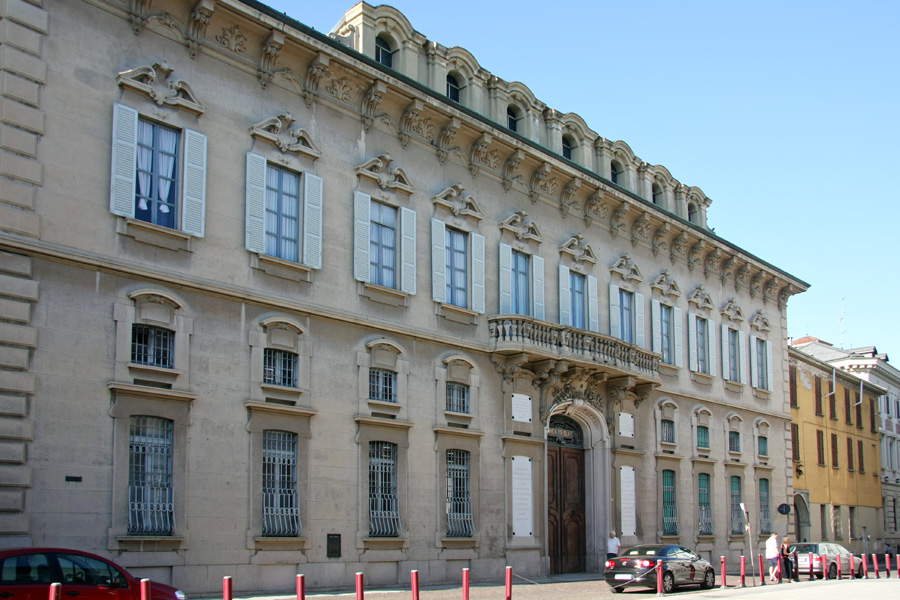
Palazzo Tornielli-Bellini a Novara, sede della banca dal 1905

La BPN nasce il 17 settembre 1871 per decreto Regio sotto forma di Società cooperativa di credito anonima per azioni, sotto la spinta di alcuni politici e imprenditori novaresi, che sostenevano la necessità di una banca che aiutasse la crescita del territorio e della sua economia. Agli inizi l'attività sociale è infatti costituita soprattutto da opere di microcredito per artigiani, piccoli imprenditori e agricoltori della zona di Novara.
Successivamente la banca ha esteso il suo giro di affari, parallelamente all'apertura di numerosi sportelli sul territorio, per poi virare sul finanziamento di grandi gruppi industriali e sulla finanza. In tempi più recenti è tornata ad occuparsi della sua clientela tradizionale, pur offrendo loro moderni servizi operativi.
Nel 1977 la BPN era l'undicesima banca italiana per raccolta.
Fino al 31 maggio 2002 è stata quotata alla Borsa di Milano.

### Banca Popolare di Novara S.p.A.

L'ultimo logo prima dell'inizio delle fusioni

Il 1º giugno 2002 la Banca Popolare di Novara si fonde con la Banca Popolare di Verona - Banco S. Geminiano e S. Prospero, creando il Banco Popolare di Verona e Novara. Contestualmente alla nascita del nuovo gruppo, a seguito del conferimento del ramo di azienda bancaria della ex Banca Popolare di Novara, viene costituita una nuova società  – controllata al 100% dalla capogruppo Banco Popolare di Verona e Novara S.C. – denominata "Banca Popolare di Novara S.p.A.", presente con le filiali nei territori dell'attuale Divisione Banca Popolare di Novara.
Il 1º luglio 2007 il Banco Popolare di Verona e Novara si fonde con la Banca Popolare Italiana, dando vita al Banco Popolare, società quotata alla Borsa valori di Milano nell'allora S&P Mib, che controlla interamente la "Banca Popolare di Novara S.p.A.".
Il 27 dicembre 2011 si completa il progetto di fusione per incorporazione nel Banco Popolare con la conseguente cancellazione della vecchia denominazione sociale "Banca Popolare di Novara S.p.A." e dei relativi organi amministrativi, rimanendo un marchio commerciale del gruppo..

## Divisione Banca Popolare di Novara
Dal 27 dicembre 2011 Banca Popolare di Novara è una Divisione del gruppo Banco Popolare, presente al nord-ovest, nel Lazio, nel sud (escluso l'Abruzzo che è l'unica regione dove il gruppo non è più presente dopo la cessione di Caripe a Tercas) e nell'Italia insulare, articolata nelle due Direzioni territoriali: 
- Banca Popolare di Novara: con sede a Novara che comprende le filiali poste in Valle d'Aosta, in Piemonte, in Liguria (nelle province di Imperia e Savona) ed in Lombardia (nella provincia di Pavia e nella città metropolitana di Milano)
- Centro-Sud: con sede a Roma composta dagli sportelli presenti nel Lazio (nella città metropolitana di Roma Capitale e nelle province di Latina e Frosinone), in Campania, in Molise, in Puglia (nella città metropolitana di Bari e nelle province di Foggia e Lecce), in Basilicata (nella provincia di Potenza), in Calabria (nelle province di Cosenza e Reggio Calabria) ed in Sardegna (nella provincia di Sassari).
A questa Direzione territoriale fa capo l'area:
  - "Banco Popolare Siciliano", nuovo marchio territoriale creato nel 2012 per la rete degli sportelli della Sicilia che comprende 89 filiali, dagli iniziali 119, dopo che ne sono state chiuse 30.